# 생물 군계
생물 군계(生物群系) 또는 바이옴(biome)은 기후적, 또는 지리적으로 지구상에서 유사한 기후적 환경에 있는 식물 군집이나 동물 군집 그리고 토양 유기체로 정의되며, 종종 생태계로 언급되기도 한다. 지구의 일부는 어느 정도 같은 종류의 생물학적 요인과 비생물학적 요인을 가지며, 광범위한 지역에 퍼져 전형적인 생태계를 구성한다. 그러한 주요 생태계를 생물군계(biomes)라고 용어화한다. 생물군계는 식물 구조(나무나 관목, 풀 등과 같은)나 잎의 형태(침엽수, 활엽수),  식물의 간격(숲, 삼림, 사바나), 기후와 같은 요인들에 의해 정의된다. 생태지역(ecozone)과는 달리 생물군계는 유전학적, 분류학적, 또는 역사적 유사성으로 정의되지 않는다. 생물군계는 또한 생태학적 연속성과 극상식생(현지 식생의 준안정상태)의 특정 패턴과 동일시되기도 한다. 생태계는 많은 소생활권을 가지며, 생물군계는 주요한 서식지 유형이다. 그러나 주요 서식지 유형은 본질적인 동일성을 가지고 있기 때문에 절충안일 뿐이다.
각 생물군계의 생물의 다양성 특징, 특히 동물의 다양성과 준지배 식물의 형태는 비생물학적 요인이며, 주요 식생의 생물량의 생산성이다. 육지의 생물군계에서 종의 다양성은 1차 생산, 수분량 그리고 기온과 서로 능동적으로 관련되어 있다.
생태구역(Ecoregions)은 상물군계와 생태지역으로 다음과 같이 구분된다. 근본적인 생물군계의 분류는 다음과 같다.
1. 육상 생물 군계
2. 수중 생물 군계(바다와 민물 생물군계를 모두 포함)

생물군계는 현지어를 그대로 사용한다. 예를 들어 온대초원(Temperate grasslands), 사바나(savannas), 관목지대(shrublands)는 중앙아시아에서는 스텝이라고 하며, 북미에서는 프레리, 남미에서는 팜파스라고 부른다. 열대 초원은 오스트리레일리아에서는 사바나라고 하며, 반면 남아프리카에서는 벨드로 알려져 있다.
특히, 일부 국가에서 실행하고 있는 《생물다양성 행동 계획》 하에서 종종 생물군계 전체가 보호의 대상이 되기도 한다.
기후는 육상 생물 군계를 결정하는 주요 요인이다. 중요 기후 요인으로는 다음과 같은 것들이 있다.
- 위도 : 극지방, 아한대, 온대, 아열대, 열대
- 습도 : 다습, 반다습, 반건조, 건조
  - 계절적 요인:
  - 건조한 여름, 습한 겨울:
- 고도 : 고도가 높아짐에 따라서 분포되는 유형의 차이가 있다.

## 생물 군계 도식
생물군계 분류 도식은 기후적 측정을 사용하여 생물군계를 정의하는 탐구를 한다. 특히 1970년대와 1980년대에는 그런 발견이 생태계 내의 요소들 사이에서의 에너지 포착과 전이율 예측을 가능하게 하기 때문에 이러한 측정과 생태계 역학적 특징 사이의 관계를 이해하는 중요한 시도가 있었다. 그러한 연구는 1978년 심스 등에 의해 북미 초원지대에 대한 연구로 시도되었다. 그 연구에서 mm/yr의 증발산량과 지상의 g/m^2/yr 단위의 순 1차생산 사이의 능동적인 논리 상관관계를 발견하였다. 그 연구에서 나온 보다 일반적인 결과는 강수량과 물의 사용이 지상의 1차 생산을 이끌었으며, 태양광과 기온이 지하의 1차 생산(뿌리)를 이끌었고, 기온과 물이 따듯하고, 시원한 계절적 성장 습성을 이룬다는 것을 발견했다.
이러한 발견은 홀드릿지의 생물분류 도식에 사용된 범주를 설명하는데 도움을 주었다. (이후 휘태커에 의해 단순화되었다.) 이러한 도식에서 사용된 분류 도식의 수와 다양한 결정정자는 만들어진 분류 도식에 완벽히 맞추지는 못하지만, 강력한 지시자로서 수용되었다.

## 생물 군계 지도

| 열대·아열대 01. 습윤활엽수림 02. 건조활엽수림 03. 구과수림 07. 초원·사바나·관목지 | 온대 04. 활엽수혼합림 05. 구과수림 08. 초원·사바나·관목지 | 한랭대 06. 타이가·북방수림 10. 산악 초원·관목지 11. 툰드라 | 다습 09. 침수 초원·사바나 14. 홍수림 | 건조 12. 지중해성 삼림·소림·관목지 13. 사막·건조 관목지 |

### 민물 생물군계
주요 바다의 배수 분지와 세계의 바다. 회색 지역은 바다로 통하지 않는 내부 유역 분지이다.

## 같이 보기
- 생명계학
- 기후 구분
- 자연 환경